# Phyllachora leptospermi
Phyllachora leptospermi är en svampart som först beskrevs av Mordecai Cubitt Cooke, och fick sitt nu gällande namn av Franz Xaver von Höhnel 1910. Phyllachora leptospermi ingår i släktet Phyllachora och familjen Phyllachoraceae.   Inga underarter finns listade i Catalogue of Life.